# 飛行第244戦隊
飛行第244戦隊（ひこうだいにひゃくよんじゅうよんせんたい、飛行第二百四十四戰隊）は、大日本帝国陸軍の飛行戦隊の1つ。通称号は帥三四二一三部隊、軍隊符号は244FRないし244F。
主として首都圏防衛の任務に当たっており、禁闕守護にあたる近衛師団に準え「近衛飛行隊」と自他共に称していた。部隊マークは隊号「244」を図案化し「星」を散したものを垂直尾翼に描いた。

## 概要
1941年（昭和16年）8月、飛行第144戦隊として編成される。1942年（昭和17年）4月、西日本方面の防空専任部隊（近畿地区の飛行第246戦隊、北九州地区の飛行第248戦隊）の新編に伴って飛行第244戦隊と改称された。
歴代戦隊長は泊重愛少佐、村岡進一少佐、藤田隆少佐、小林照彦少佐。大戦後期に着任、24歳という当時陸軍最年少の戦隊長であり、自身もエース・パイロットとなる小林少佐（着任時の階級は大尉）が特に有名である。
第144戦隊編成時より東京の調布陸軍飛行場を本拠として展開した。当初の装備機は九七式戦闘機であったが、1943年（昭和18年）7月に三式戦闘機「飛燕」が制式化されると機種改変を行った。不調の多かったハ40エンジンに悩まされながらも、整備陣の努力により「飛燕」装備の部隊としては高い稼働率を維持するに至った。
1944年（昭和19年）2月、前年9月に陸軍航空部隊のうち「戦闘」戦隊では「中隊編制」に代わり新たに「飛行隊編制」が布かれたため（陸軍飛行戦隊#編制）、第244戦隊もこれに移行。時期により異なるが、同年11月の新戦隊長・小林大尉着任時に
- 「旧第1中隊」は「そよかぜ隊（第1飛行隊）」
- 「旧第2中隊」は「とっぷう隊（第2飛行隊）」
- 「旧第3中隊」は「みかづき隊（第3飛行隊）」

となっている（これらの「みかづき」などは無線電話等において使用されるコールサインを兼ねた正式名称）。この時期、第244戦隊は錬成により夜間戦闘能力を向上させる（日本陸軍航空部隊では一般の単座戦闘機にも夜戦のスキルが求められており、操縦者は夜間飛行をこなせてこそ一人前たる「技量甲」の認定を戴く。一例として一般の一式戦闘機「隼」を装備する一般飛行部隊たる飛行第59戦隊が太平洋戦争開戦当月にイギリス空軍爆撃機を夜戦確実撃墜した戦果を記録するなど、陸軍は各戦線で数々の夜間戦闘任務を積極的に行っている。なお日本海軍航空隊では大半の単座戦闘機とその操縦員には夜戦技量が無く、また夜間任務自体が例外的なものであり、原則的に専用の夜間戦闘機・夜間飛行部隊が対処していた）。
1944年11月からは来襲するB-29の邀撃にあたり、震天隊による空対空体当たり攻撃も含めた第244戦隊の活躍ぶりは連日新聞紙上を賑わし、ニュース映画でも取り上げられた。同年12月頃から浜松陸軍飛行場などに展開、アメリカ海軍機動部隊艦載機の邀撃や、中京地区の防空任務にあたった。1945年（昭和20年）4月頃からはB-29にもP-51が随伴するようになり、さらなる苦戦を強いられるようになった（さらに、戦力温存のため艦載機へ対しての邀撃は禁止されている）。なお18回の体当たり攻撃が行われ、戦死は7名であったという。
1945年4月下旬、五式戦闘機が制式化されると5月12日にはただちに全機機種改変。5月15日には第1総軍司令官杉山元元帥陸軍大将より部隊感状が贈られた。これによればB-29撃墜73機、撃破92機。F6F撃墜10機、撃破2機。SB2C撃墜1機とされている。これは「飛燕」装備の飛行戦隊の中で、トップであると言う。5月に知覧陸軍飛行場に展開。5月 ~ 6月には天号作戦に参加し、沖縄戦の特攻機援護等を受け持った。沖縄戦終結後は小牧陸軍飛行場、八日市陸軍飛行場と転戦し、編成から一度も外地へ派遣されることなく終戦を迎え、同年8月末に解隊された。
第244戦隊のエースとしては、みかづき隊長（第3飛行隊長）白井長雄大尉を筆頭に、市川忠一大尉、浅野二郎曹長、小原伝大尉、生野文介大尉、小林照彦少佐、佐藤権之進准尉がある。このほか、とっぷう隊長（第2飛行隊長）であった竹田五郎大尉は戦後は警察予備隊を経た航空自衛隊にて、航空総隊司令官・航空幕僚長を歴任し自衛隊制服組のトップである第12代統合幕僚会議議長に就任。元戦隊長小林少佐も空自に入隊し、かつて第244戦隊も展開していた浜松基地にて第1航空団隷下の第1飛行隊長として教官を務めていたが、1957年（昭和32年）6月4日に訓練に向かう乗機T-33の離陸時の墜落事故により殉職している。なお、のちに第74代内閣総理大臣となる竹下登が特別操縦見習士官第4期操縦者として、芥川龍之介の長男で戦後は俳優・演出家となる芥川比呂志が整備隊本部附として、それぞれ第244戦隊に在隊していた。
- 飛行分科：戦闘
- 編成時期：1942年4月（飛行第144戦隊を改編）
- 編成地：調布（東京）
- 使用機種：九七式戦闘機、三式戦闘機「飛燕」、五式戦闘機
- 終戦時の所在地：八日市（滋賀）

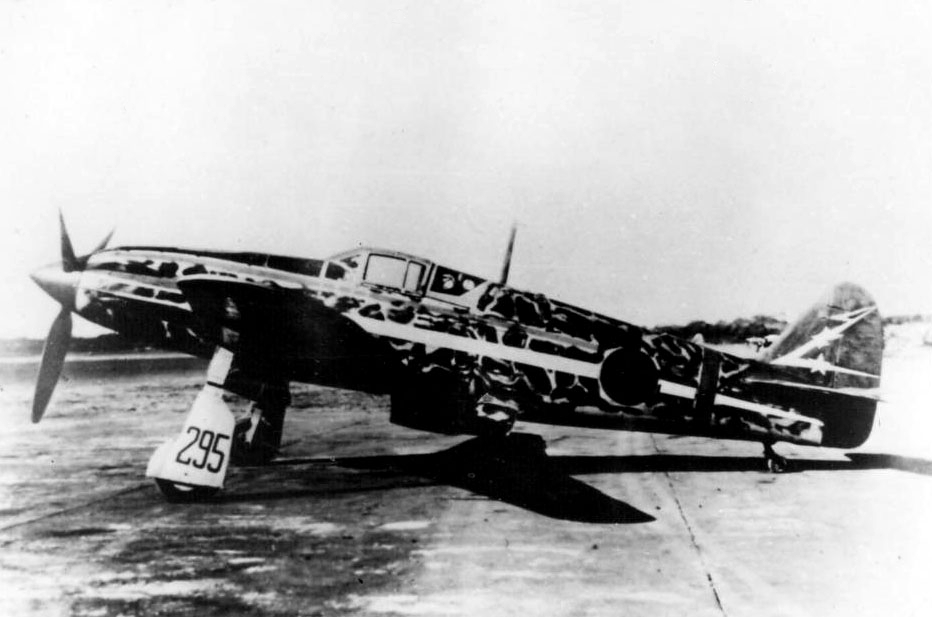
1945年2月、飛行第244戦隊本部小隊（小林戦隊長機）の三式戦一型丙（キ61-I丙）。 垂直尾翼に描かれたものが部隊マーク（個性豊かなマーク・塗装・迷彩を施すことが認められていた陸軍航空部隊の中でも、特に第244戦隊は派手なことで知られる）。
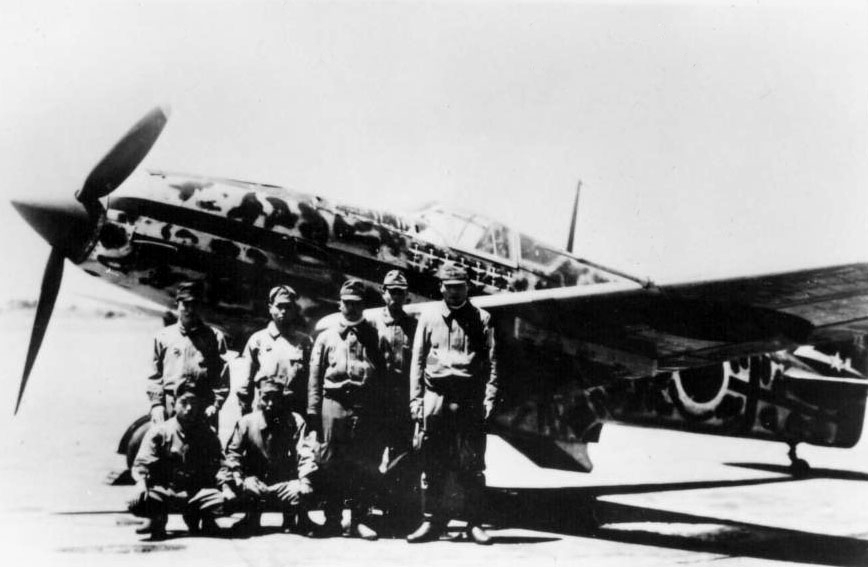
1945年5月、第159振武隊長機となった飛行第244戦隊本部小隊（小林戦隊長機）の三式戦一型丁（キ61-I丁）、および同戦隊の空中勤務者（最右が戦隊長小林少佐）と地上勤務者達。 操縦席側面の「14機」の「B-29のシルエット」は撃墜マーク。
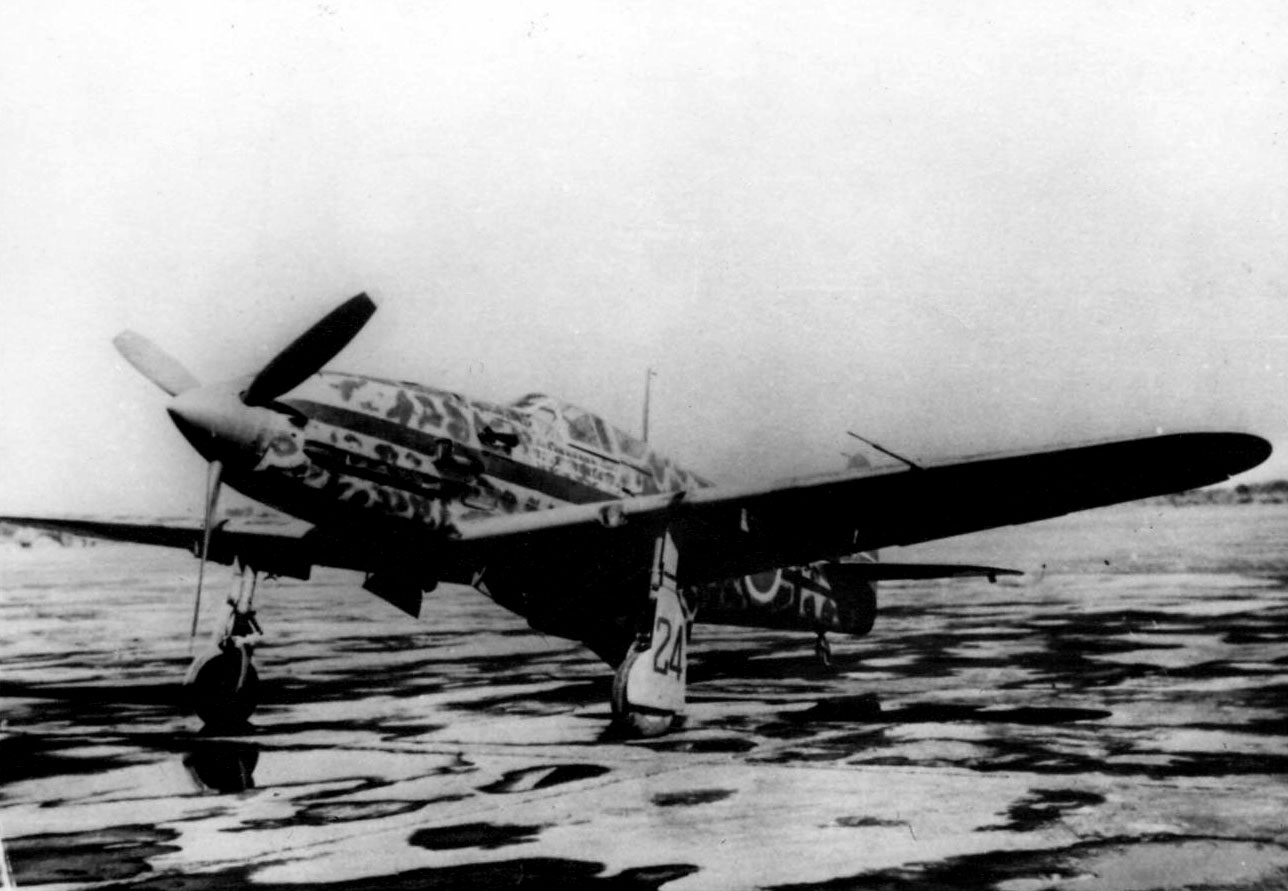
同左機。本機は第244戦隊にて編成された特攻隊・第159振武隊の隊長高島俊三少尉（元そよかぜ隊員）に譲られたもの。 高島少尉以下第159振武隊は5月28日に調布を立ち6月1日知覧着、6月6日昼に同地に展開した第244戦隊機（五式戦）の直掩を受け出撃、夕方沖縄沖の敵艦隊に突入した。
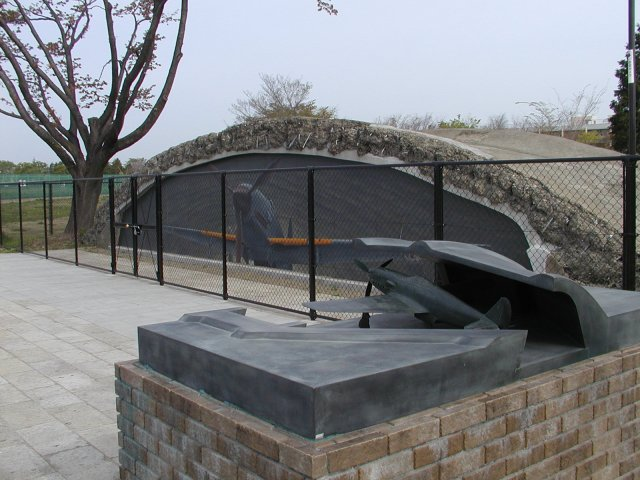
当時第244戦隊が使用し、現在も調布飛行場（東京都調布飛行場）に残る戦闘機用掩体とそのモデル。 掩体部分には三式戦が描かれている
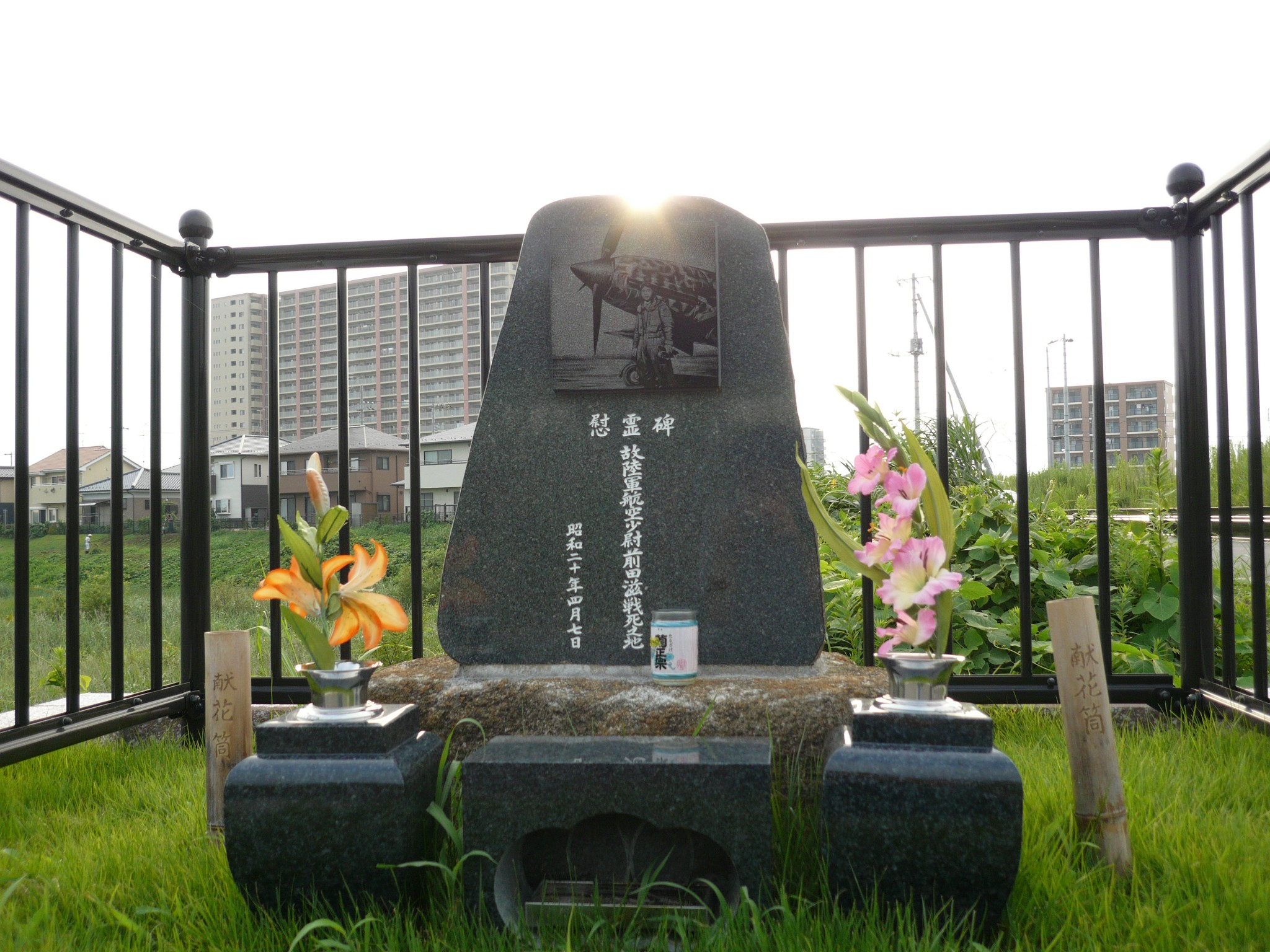
1945年4月7日に三式戦で交戦して茨城県上空で戦死した、そよかぜ隊所属航空少尉前田滋の慰霊碑（茨城県つくばみらい市陽光台）。